# Ambrose Lansing
Ambrose Lansing (* 20. September 1891 in Kairo, Ägypten; † 28. Mai 1959 in Apache Junction, Arizona) war ein US-amerikanischer Ägyptologe und Anthropologe.

## Leben
Lansing studierte an der Columbia University in New York City und bei Georg Steindorff an der Universität Leipzig. 1911 wurde er Mitarbeiter an der erst fünf Jahre zuvor gegründeten Ägypten-Abteilung des Metropolitan Museum of Art. Er wirkte zunächst als Teilnehmer und später als Leiter in mehreren Kampagnen an den Ausgrabungen des Museums an der Sesostris-I.-Pyramide in Lischt sowie in der thebanischen Nekropole, worüber er zahlreiche Aufsätze, vorwiegend im Bulletin of the Metropolitan Museum of Art veröffentlichte. 1939 wurde er als Nachfolger von Herbert E. Winlock Kurator der Ägypten-Abteilung des Metropolitan Museums. 1944 wurde er in die American Academy of Arts and Sciences gewählt, 1952 ging er in den Ruhestand. Lansing starb 1959 im Alter von 67 Jahren.

## Schriften
- Ancient Egyptian Jewelry. A Picture Book. (1940)